# Charles Maung Bo
Charles Maung kardinál Bo SDB (* 29. října 1948, Mohla) je myanmarský římskokatolický kněz, arcibiskup Rangúnu a člen salesiánů Dona Boska.

## Život
Jeho otec zemřel, když mu byly dva roky. Brzy poté byl svěřen otcům salesiánům v Mandalaji, kde získal solidní formaci. Poté vstoupil k salesiánům v semináři "Nazaret". Na kněze byl vysvěcen 9. dubna 1976. Po vysvěcení působil jako kněz farnosti v Loihkamu. Dále v Lashiu. Po službě farního kněze byl poslán do Anisakanu jako formátor. V letech 1985 až 1986 sloužil jako apoštolský administrátor v Lashiu, a do roku 1990 jako apoštolský prefekt.
Dne 7. července 1990 jej papež Jan Pavel II. jmenoval diecézním biskupem Lashia. Biskupské svěcení přijal 16. prosince téhož roku v katedrále Sacré Coeur, z rukou arcibiskupa Alphonse U Than Aunga a spolusvětiteli byli biskup Abraham Than a biskup Paul Zingtung Grawng. Tuto funkci vykonával do 13. března 1996, kdy se stal biskupem Patheinu.
Dne 15. května 2003 byl ustanoven metropolitním arcibiskupem Rangúnu.
Dne 14. února 2015 jej papež František na konzistoři jmenoval kardinálem s titulem kardinál-kněz ze Sant'Ireneo a Centocelle.